# Regions Morgan Keegan Championships and the Cellular South Cup 2005 - Qualificazioni singolare femminile
Le qualificazioni del singolare femminile del Regions Morgan Keegan Championships and the Cellular South Cup 2005 sono state un torneo di tennis preliminare per accedere alla fase finale della manifestazione. I vincitori dell'ultimo turno sono entrati di diritto nel tabellone principale. In caso di ritiro di uno o più giocatori aventi diritto a questi sono subentrati i lucky loser, ossia i giocatori che hanno perso nell'ultimo turno ma che avevano una classifica più alta rispetto agli altri partecipanti che avevano comunque perso nel turno finale.
Le qualificazioni del torneo Regions Morgan Keegan Championships and the Cellular South Cup 2005 prevedevano 32 partecipanti di cui 4 sono entrati nel tabellone principale.

## Teste di serie
1. Angela Haynes (Qualificata)
2. Yuka Yoshida (Qualificata)
3. Jennifer Hopkins (Qualificata)
4. Assente

1. Teryn Ashley (secondo turno)
2. Edina Gallovits (ultimo turno)
3. Assente
4. Sunitha Rao (ultimo turno)

## Qualificati
1. Angela Haynes
2. Yuka Yoshida

1. Jennifer Hopkins
2. Kateřina Böhmová

## Tabellone

### Legenda
| - Q = Qualificato - WC = Wild card - LL = Lucky loser | - ALT = Alternate - SE = Special Exempt - PR = Protected Ranking | - w/o = Walkover - r = Ritirato - d = Squalificato |

### Sezione 1
|  | Primo turno          | Primo turno          | Primo turno          | Primo turno | Primo turno |  |  | Secondo turno | Secondo turno        | Secondo turno        | Secondo turno | Secondo turno |   |   | Ultimo turno | Ultimo turno  | Ultimo turno  | Ultimo turno | Ultimo turno |  |
|  |                      |                      |                      |             |             |  |  |               |                      |                      |               |               |   |   |              |               |               |              |              |  |
|  | 1                    | Angela Haynes        | Angela Haynes        | 6           | 6           |  |  |               |                      |                      |               |               |   |   |              |               |               |              |              |  |
|  |                      | Jennifer Stevens     | Jennifer Stevens     | 0           | 3           |  |  | 1             | Angela Haynes        | 4                    | 7             | 6             |   |   |              |               |               |              |              |  |
|  | Chanelle Scheepers   | Chanelle Scheepers   | Chanelle Scheepers   | 6           | 6           |  |  |               | Chanelle Scheepers   | 6                    | 65            | 2             |   |   |              |               |               |              |              |  |
|  | Lauren Shumate       | Lauren Shumate       | Lauren Shumate       | 0           | 4           |  |  |               |                      |                      |               |               |   |   | 1            | Angela Haynes | Angela Haynes | 6            | 6            |  |
|  | Svetlana Krivencheva | Svetlana Krivencheva | Svetlana Krivencheva | 6           | 7           |  |  |               |                      | 8                    | Sunitha Rao   | Sunitha Rao   | 4 | 1 |              |               |               |              |              |  |
|  | Eva Fislová          | Eva Fislová          | Eva Fislová          | 4           | 5           |  |  |               | Svetlana Krivencheva | Svetlana Krivencheva | 4             | 0             |   |   |              |               |               |              |              |  |
|  | 8                    | Sunitha Rao          | Sunitha Rao          | 6           | 6           |  |  | 8             | Sunitha Rao          | Sunitha Rao          | 6             | 6             |   |   |              |               |               |              |              |  |
|  |                      | Rosana De Los Rios   | Rosana De Los Rios   | 0           | 4           |  |  |               |                      |                      |               |               |   |   |              |               |               |              |              |  |

### Sezione 2
|  | Primo turno           | Primo turno           | Primo turno       | Primo turno | Primo turno |  |  | Secondo turno | Secondo turno     | Secondo turno  | Secondo turno     | Secondo turno |   |   | Ultimo turno | Ultimo turno | Ultimo turno | Ultimo turno | Ultimo turno |  |
|  |                       |                       |                   |             |             |  |  |               |                   |                |                   |               |   |   |              |              |              |              |              |  |
|  | 2                     | Yuka Yoshida          | Yuka Yoshida      | 6           | 6           |  |  |               |                   |                |                   |               |   |   |              |              |              |              |              |  |
|  |                       | Anne Mall             | Anne Mall         | 2           | 1           |  |  | 2             | Yuka Yoshida      | Yuka Yoshida   | 7                 | 7             |   |   |              |              |              |              |              |  |
|  | Lina Stančiūtė        | Lina Stančiūtė        | 610               | 6           | 6           |  |  |               | Lina Stančiūtė    | Lina Stančiūtė | 5                 | 5             |   |   |              |              |              |              |              |  |
|  | Adriana Serra Zanetti | Adriana Serra Zanetti | 7                 | 2           | 3           |  |  |               |                   |                |                   |               |   |   | 2            | Yuka Yoshida | 3            | 6            | 6            |  |
|  | Varvara Lepchenko     | Varvara Lepchenko     | Varvara Lepchenko | 6           | 6           |  |  |               |                   |                | Varvara Lepchenko | 6             | 3 | 3 |              |              |              |              |              |  |
|  | Elena Vesnina         | Elena Vesnina         | Elena Vesnina     | 2           | 4           |  |  |               | Varvara Lepchenko | 7              | 3                 | 7             |   |   |              |              |              |              |              |  |
|  | 5                     | Teryn Ashley          | Teryn Ashley      | 6           | 7           |  |  | 5             | Teryn Ashley      | 63             | 6                 | 5             |   |   |              |              |              |              |              |  |
|  |                       | Stacia Fonseca        | Stacia Fonseca    | 3           | 5           |  |  |               |                   |                |                   |               |   |   |              |              |              |              |              |  |

### Sezione 3
|  | Primo turno           | Primo turno           | Primo turno      | Primo turno | Primo turno |  |  | Secondo turno | Secondo turno         | Secondo turno         | Secondo turno   | Secondo turno   |   |   | Ultimo turno | Ultimo turno     | Ultimo turno     | Ultimo turno | Ultimo turno |  |
|  |                       |                       |                  |             |             |  |  |               |                       |                       |                 |                 |   |   |              |                  |                  |              |              |  |
|  | 3                     | Jennifer Hopkins      | Jennifer Hopkins | 6           | 6           |  |  |               |                       |                       |                 |                 |   |   |              |                  |                  |              |              |  |
|  |                       | Georgia Rose          | Georgia Rose     | 2           | 2           |  |  | 3             | Jennifer Hopkins      | 7                     | 3               | 7               |   |   |              |                  |                  |              |              |  |
|  | Natalie Grandin       | Natalie Grandin       | Natalie Grandin  | 6           | 6           |  |  |               | Natalie Grandin       | 63                    | 6               | 5               |   |   |              |                  |                  |              |              |  |
|  | Meilen Tu             | Meilen Tu             | Meilen Tu        | 3           | 4           |  |  |               |                       |                       |                 |                 |   |   | 3            | Jennifer Hopkins | Jennifer Hopkins | 6            | 6            |  |
|  | Suchanun Viratprasert | Suchanun Viratprasert | 6                | 1           | 7           |  |  |               |                       | 6                     | Edina Gallovits | Edina Gallovits | 3 | 4 |              |                  |                  |              |              |  |
|  | Salome Devidze        | Salome Devidze        | 2                | 6           | 63          |  |  |               | Suchanun Viratprasert | Suchanun Viratprasert | 4               | 1r              |   |   |              |                  |                  |              |              |  |
|  | 6                     | Edina Gallovits       | Edina Gallovits  | 6           | 6           |  |  | 6             | Edina Gallovits       | Edina Gallovits       | 6               | 4               |   |   |              |                  |                  |              |              |  |
|  |                       | Miho Saeki            | Miho Saeki       | 3           | 2           |  |  |               |                       |                       |                 |                 |   |   |              |                  |                  |              |              |  |

### Sezione 4
|  | Primo turno           | Primo turno           | Primo turno      | Primo turno | Primo turno |  |  | Secondo turno        | Secondo turno        | Secondo turno        | Secondo turno | Secondo turno |   |   | Ultimo turno     | Ultimo turno     | Ultimo turno     | Ultimo turno | Ultimo turno |  |
|  |                       |                       |                  |             |             |  |  |                      |                      |                      |               |               |   |   |                  |                  |                  |              |              |  |
|  | Kateřina Böhmová      | Kateřina Böhmová      | Kateřina Böhmová | 6           | 6           |  |  |                      |                      |                      |               |               |   |   |                  |                  |                  |              |              |  |
|  | Anamika Bhargava      | Anamika Bhargava      | Anamika Bhargava | 1           | 1           |  |  | Kateřina Böhmová     | Kateřina Böhmová     | Kateřina Böhmová     | 7             | 6             |   |   |                  |                  |                  |              |              |  |
|  | Stanislava Hrozenská  | Stanislava Hrozenská  | 3                | 6           | 6           |  |  | Stanislava Hrozenská | Stanislava Hrozenská | Stanislava Hrozenská | 63            | 1             |   |   |                  |                  |                  |              |              |  |
|  | Jeon Mi-ra            | Jeon Mi-ra            | 6                | 3           | 3           |  |  |                      |                      |                      |               |               |   |   | Kateřina Böhmová | Kateřina Böhmová | Kateřina Böhmová | 6            | 6            |  |
|  | Tiffany Dabek         | Tiffany Dabek         | 6                | 4           | 7           |  |  |                      |                      | Diana Ospina         | Diana Ospina  | Diana Ospina  | 3 | 4 |                  |                  |                  |              |              |  |
|  | Ekaterina Afinogenova | Ekaterina Afinogenova | 3                | 6           | 5           |  |  | Tiffany Dabek        | Tiffany Dabek        | 1                    | 6             | 2             |   |   |                  |                  |                  |              |              |  |
|  | Diana Ospina          | Diana Ospina          | 3                | 6           | 6           |  |  | Diana Ospina         | Diana Ospina         | 6                    | 2             | 6             |   |   |                  |                  |                  |              |              |  |
|  | Katarina Kachlikova   | Katarina Kachlikova   | 6                | 4           | 2           |  |  |                      |                      |                      |               |               |   |   |                  |                  |                  |              |              |  |